# آنول آبی
آنول آبی (نام علمی: Dactyloa gorgonae) نام یک گونه از تیره آنولان است.